# Ippy
Ippy est une ville de République centrafricaine située dans la préfecture de Ouaka dont elle constitue l'une des cinq sous-préfectures.

## Géographie
La localité est située à 113 km au nord-est du chef-lieu de la Ouaka: Bambari, par la route nationale RN5 reliant Bambari à Bria.
|                    |      |        |
| Baïdou-Ngoumbourou | Ippy | Yéngou |
|                    |      |        |

## Histoire
- En 1913, Louis Brustier, ingénieur français découvre près de la localité le premier diamant du pays[2].
- En 1935, les Spiritains fondent une mission catholique à Ippy[3].
- En 1938, est fondée la mission catholique Saint-François-Xavier d'Ippy[4].

Lors de la reprise des combats en décembre 2012 entre les FACA loyalistes et la coalition rebelle de Séléka la ville tombe aux mains des rebelles,.

## Quartiers
La ville de Ippy est constituée de 35 quartiers recensés en 2003 : Anciens-Combattants, Andjikama, Andjikama 2, Atongo-Wai, Aviation, Baidou, Balenda, Balene, Bechard, Bougouyo 1, Bougouyo 2, Briqueterie, Centre-Ville, Grohondji, Issene, Kongbo-Mid, Koudounguere, Kpetene, Ndeyesse, Ndjingra, Ndoldji, Ngbenga, Oro 1, Oro 2, Oualida, Pourandji, Rebingui, Redina, Sekossi, Serapou, Socada, Yakania 1, Yakania 2, Yetomane, 1, Yetomane 2.

## Villages
La commune compte 29 villages en zone rurale recensés en 2003 : Abolo, Aro-Mafoungueu, Badanendji, Bougouyo 4, Folo, Kindigo, Kinguili, Kombla, Kpotolo, Kroi-Kanga, Latiyou, Lego, Lekpa, Letrogo, Maboudjo, Mbiako, Mbreyanda, Mouzeregba, Ndahoya-Donzo, Ndahoya-Kerela, Ngafoyo, Ngbazza, Ngolemanga, Ogo, Savoneka, Tihi, Wamoundjou, Warehou, Zoubingui-Grahoya.

## Société
La paroisse catholique Saint François-Xavier d'Ippy fondée en 1935 dépend du diocèse de Bambari.

## Éducation
La commune dispose de 6 écoles en 2015 : Ngbazza, Katcharabo, Mazoumbou, école Gobouyo à Ippy Centre, Ndjanga et Ngolomanda.
L'enseignement secondaire est assuré au lycée Étienne Goyémidé d'Ippy.